# Université de Mogadiscio
L'université de Mogadiscio (en anglais : Mogadishu University ou MU) est une université privée somalienne fondée en 1997 à Mogadiscio, la capitale du pays.